# Яунпієбалзький край
Яунпієба́лзький край (латис. Jaunpiebalgas novads) — адміністративно-територіальна одиниця Латвійської Республіки. Розташований у північно-східній частині країни, в історичному регіоні Відземе. Адміністративний центр — Яунпієбалга. Створений 2009 року. Площа — 251 км². Населення — 2390 осіб (2011). До складу краю входять 2 волостей.

## Населення
Національний склад краю за результатами перепису населення Латвії 2011 року.
| Національність | К-сть | %        |
| -------------- | ----- | -------- |
| Латиші         | 2244  | 93,89 %  |
| Росіяни        | 74    | 3,10 %   |
| Білоруси       | 20    | 0,84 %   |
| Українці       | 28    | 1,17 %   |
| Поляки         | 10    | 0,42 %   |
| Литовці        | 6     | 0,25 %   |
| Інші           | 8     | 0,33 %   |
| Загалом        | 2390  | 100,00 % |